# 이채영 (가수)
이채영(2000년 5월 14일 ~ )은 대한민국의 걸그룹 프로미스나인의 리드래퍼, 메인댄서를 맡고 있다.

## 주요 이력
경상북도 포항에서 출생한 그녀는 2017년 7월, 엠넷에서 주관한 서바이벌 프로그램 아이돌학교에 출연하여 끝끝내 톱 후보군에 입상, fromis 9에 정식 합류했으며 2018년 1월 24일 가수로 데뷔를 했다.

## 학력
- 포항초등학교 (졸업)
- 근화여자중학교 (졸업)
- 한림연예예술고등학교 연예학과 (졸업)

## 출연작

### 예능
| 연도 | 방송사  | 제목                                    | 역할   | 비고                                      |
| ---- | ------- | --------------------------------------- | ------ | ----------------------------------------- |
| 2017 | Mnet    | 《아이돌학교》                          | 참가자 | 4위                                       |
| 2019 | MBC     | 《2019 추석특집 아이돌스타 선수권대회》 | 참가자 | 2019년 9월 13일 - 씨름 단체전 준결승 진출 |
| 2022 | SBS F!L | 《아이돌 사생대회》                     | 게스트 | 10월 4일 (3회)                            |